# 小野田寛文
小野田 寛文（おのだ ひろふみ、1984年11月21日 - ）は、日本の元ラグビー選手。

## プロフィール
- 大分県出身[1]。
- ポジションはプロップ(PR)。
- 身長 181cm、体重 105kg
- ニックネームはおのだ。

## 略歴
2003年、大分舞鶴高校卒業後、同志社大学に入る。
2007年、同志社大学卒業後、九州電力キューデンヴォルテクスに加入。
2009年10月18日に行われたジャパンラグビートップリーグ第6節の神戸製鋼コベルコスティーラーズ戦に先発出場で公式戦初出場を果たした。
2018年、現役を引退した。